# 馬亞克 (巴文科伏區)
48°54′4″N 37°8′36″E / 48.90111°N 37.14333°E
馬亞克（羅馬化：Maiak）是位於烏克蘭東部哈爾科夫州伊久姆區巴爾溫科韋市鎮的村莊。該村始建於1923年，面積0.8平方公里，海拔高度85米，2001年人口67，人口密度每平方公里83.8人。